# Magic Knight Rayearth

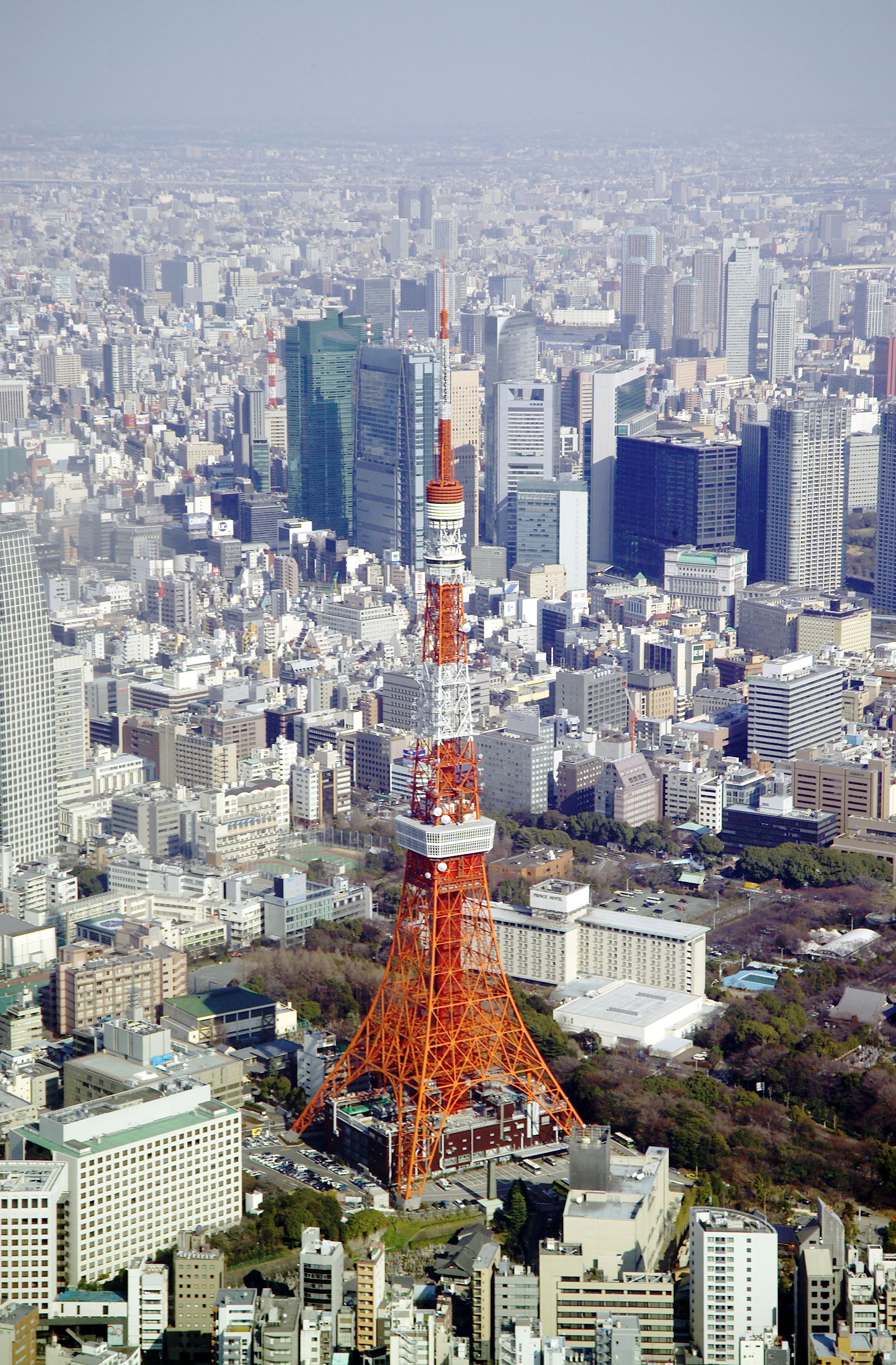
Serien börjar vid Tokyo Tower.

Magic Knight Rayearth är en manga som publicerades i Japan mellan november 1993 och februari 1995. Serien handlar om tre japanska skolflickor som faller genom golvet under ett besök på Tokyo Tower. De landar i en fantasyvärld som heter Cephiro.

## Volym 1
De tre flickorna Hikaru, Umi och Fuu transporteras till Cephiro efter att ha kallats dit av prinsessan Emeraude som hålls fången av den onde Zagato. Flickorna träffar först Guru Clef som förklarar för dem att de är legendens magiska riddare och att de kallats till Cephiro av prinsessan Emeraude för att rädda Cephiro. Här är det deras vilja som styr vad som kan hända. De kan inte återvända till Tokyo förrän de räddat Cephiro. På inrådan av Clef ger de sig iväg till Presea där de dels får vapen, dels får sällskap av det lilla djuret Mokona. För att kunna rädda Cephiro måste de dels hitta sin egen inre magi, dels uppväcka de mystiska Mashin.
De tre flickorna blir mycket goda vänner under den tid de färdas genom Tystnadens skog (För att få sina vapen måste de färdas genom den skogen och hitta en viss metall, Escudo, som tillverkar vapen som växer i och med bärarens erfarenhet). Där möter de både nya vänner, och förälskelser, och nya fiender.
Den första personen de möter är Ferio, som ser ut att vara en ung och ganska uppnosig kille, men är riktigt schyst. (I de senare böckerna ser man att Ferio inte alls är en ung jägare, som de trodde. Han är faktiskt prinsessan Emeraudes yngre bror. Med andra ord: Prins.)
De möter även Ascot, Alcyone och Caldina. Ascot och Caldina blir deras vänner, men Alcyone är fortfarande en fiende senare i mangan.